# 拉魯伊島
65°52′S 65°15′W / 65.867°S 65.250°W

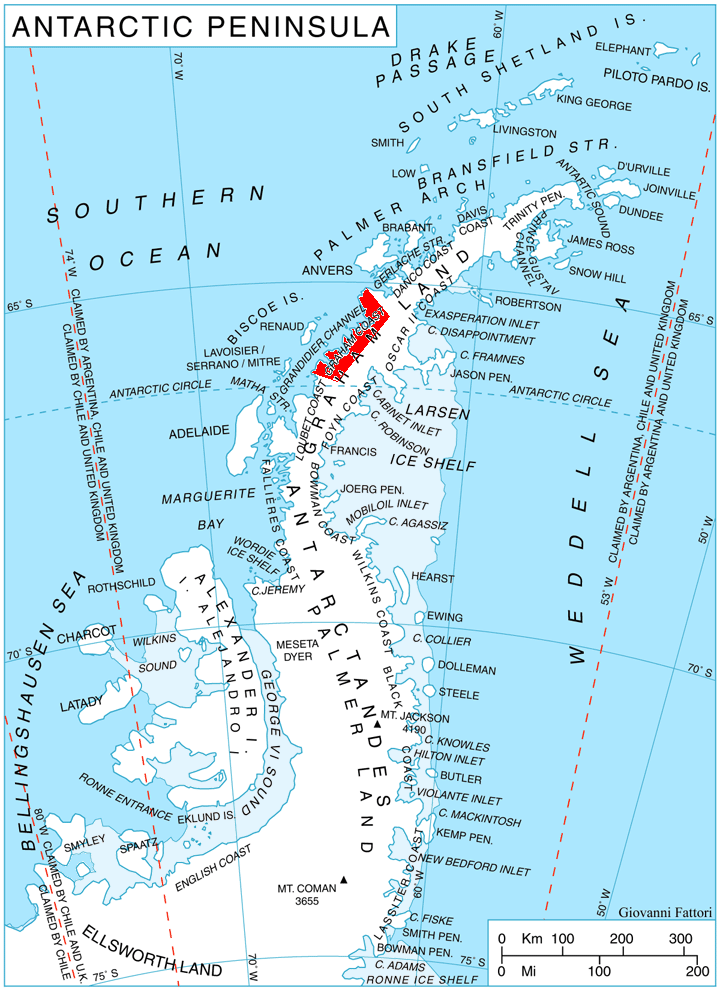

拉魯伊島是南極洲的島嶼，位於格朗迪迪埃海峽，處於韋林格勒半島西北岸對開海域，長9公里、寬4公里，海拔高度745米，由讓-巴蒂斯特·夏古率領的法國探險隊發現。